# ヴォーグ (たばこ)
ヴォーグ（vogue）は、たばこの銘柄の1つ。日本ではブリティッシュ・アメリカン・タバコ・ジャパン（BATJ）が製造、販売している。

## 概要
ケースが非常に薄く、一本一本が細いため、計20本入りのタバコとしては現在流通しているものと一線を画している。
近年では表参道限定で"ヴォーグ・アローム"が、Collection Sauvage、Collection Bouquet、Collection Intrigueと言うコレクション事に20種類のパッケージ販売を行った。
筒井康隆が10年来喫煙している銘柄と自身の連載していた紫福談にて語っている。

## 製品一覧（日本国内販売製品）
現在全銘柄廃盤となっている。国内向け商品は韓国で生産されていた。

### 名称変更
※2005年7月頃より名称変更が行われた。